# Alberto Cortez

Letrero de Alberto Cortez en Rancul, provincia de La Pampa, Argentina

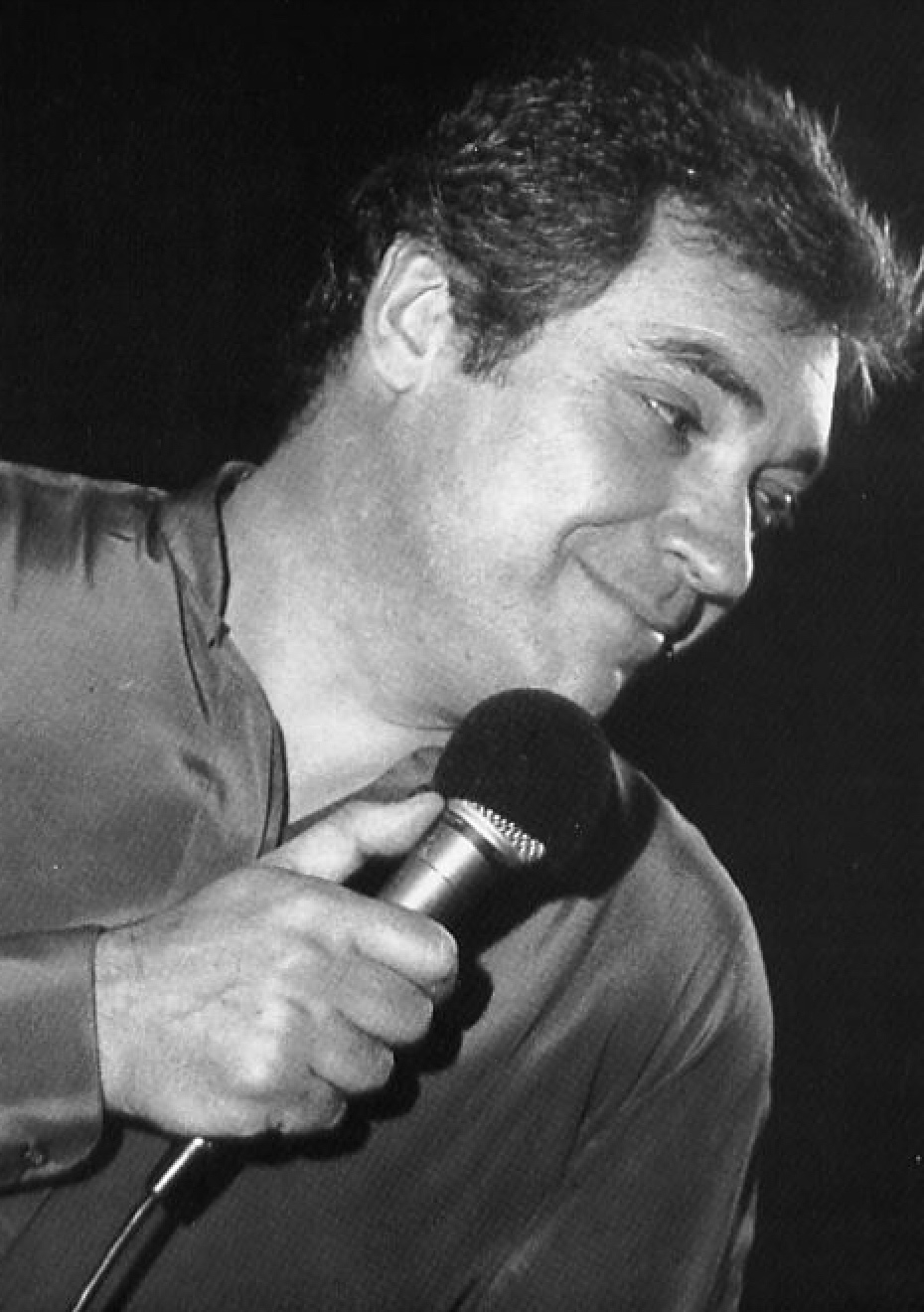
Alberto Cortez durante una actuación en Madrid

José Alberto García Gallo (Rancul, La Pampa, 11 de marzo de 1940-Móstoles, Madrid, 4 de abril de 2019), más conocido como Alberto Cortez, fue un cantautor, compositor y poeta argentino nacionalizado español.
Por sus orígenes la obra de Alberto Cortez muestra una influencia del tango, del folclore argentino y del cancionero popular de Hispanoamérica. Muchos poetas y escritores han dejado huella en su obra como Antonio Machado; Pedro Bonifacio Palacios, Almafuerte; Miguel Hernández, o Pablo Neruda. Más adelante su gran referente musical fue Jacques Brel.
Multitud de galardones han reconocido su extensa obra, con más de cuarenta discos publicados y premios tan importantes como el Grammy Latino a la Excelencia del año 2007 o la Medalla de Oro al Mérito en las Bellas Artes en España en 2015.

## Biografía

### Infancia y adolescencia
Alberto Cortez nació el 11 de marzo de 1940, a las ocho de la noche en Rancul, provincia de La Pampa, Argentina. Era descendiente de españoles por parte de su padre, y de italianos piemonteses por parte de su madre, Ana Magdalena Gallo. Con seis años ingresó en la Escuela n.º 31 y también en el conservatorio de música de Rancul, que dependía del Alberto Williams de la capital federal, que era el que otorgaba títulos y diplomas.
A los doce años sus padres le envían a San Rafael, provincia de Mendoza, donde vivían sus tíos Leonor e Isidoro. Allí ingresa a la vez en el Colegio Nacional "Manuel Ignacio Molina" para estudiar el bachiller y en el Conservatorio Chopin para proseguir con sus estudios de piano bajo la tutela del profesor Robert Whermouth.
A los dieciocho años ingresa a la Facultad de Derecho y Ciencias Sociales en la ciudad de Buenos Aires, pero meses después abandonó los estudios para dedicarse por completo a su carrera musical.

### Primeros pasos musicales
Sus primeros contactos con la música se remontan a su época de estudiante en San Rafael. Allí había una confitería llamada "París" en donde había un piano y algunas tardes Alberto pedía permiso para tocar y amenizar a los clientes. Algunos compañeros de escuela se fueron uniendo y conformaron la "Pachamama Jazz". Más tarde hizo sustituciones de los cantantes fijos de la Orquesta Arizona, de la Típica y de la Característica. Ahí ganó su primer dinero con la música. 
En 1958, ya en Buenos Aires, comenzó a recorrer las confiterías o salones de café, de la ciudad para escuchar a las orquestas que allí tocaban en vivo. En una de ellas, la Richmond de Esmeralda, en uno de los descansos de la orquesta de tangos Armando Pontier, de la que Julio Sosa era vocalista, subió a cantar con la orquesta de Mario Cardi con tanto éxito que allí mismo le ofreció un salario fijo para cantar con ellos. Más adelante, otra orquesta más importante, la Jazz San Francisco, le contrató como vocalista y con la que hizo su primera gira por toda la República Argentina. Fue en esta época cuando adoptó el nombre de Alberto Cortez, pues a los miembros de la orquesta no les resultaba muy comercial el apellido García y como vivía en la calle Hernán Cortés alguien sugirió el nombre de Alberto Cortés, que finalmente se remozó terminándolo en zeta y sin tilde. 
En una de las presentaciones, en Santiago del Estero, conoce al gran intérprete de armónica y folklorista, Hugo Díaz, quien le propuso unirse a su grupo como cantante y guitarrista y viajar con ellos a Europa.

### Viaje a Europa
El 2 de julio de 1960 partió de Buenos Aires y tras 22 días de viaje en barco hasta Génova y dos de tren atravesando Europa llegaron a Amberes, Bélgica, en donde había sido contratado el grupo que se hacía llamar "Argentine international ballet and show". El espectáculo fue un fracaso pero en una de las actuaciones había un productor musical, Willy van den Steen, a quien le gustó la voz de Cortez. Van den Steen le pidió que grabara un EP con temas populares en Argentina, el Sucu Sucu, Sabor a mí, Las palmeras y Un día de sol, y que tuvo como resultado el primer éxito discográfico de Alberto Cortez. A partir de ahí aprendió francés, descubrió la figura de Jacques Brel, y siguió grabando y actuando ya en solitario en televisiones de Alemania, Holanda y Bélgica.
En estos años conoció a su esposa, la pintora belga Renèe Govaerts, con la que contrajo matrimonio en su ciudad natal, Aarschot, un 2 de junio de 1964 y con la que estuvo casado hasta el final de su vida. Los discos de Alberto ya empezaban a tener éxito en España y hacia allá encaminaron sus pasos. La casa Hispavox había comenzado a publicar temas como La tierra, Ese beso o Prima Donna con arreglos de Waldo de los Ríos. En 1965, se presentó en el festival de la canción de Mallorca con Me lo dijo Pérez, y pese a no ganar se hizo un tema muy popular, pero marcó el fin del Alberto Cortez como compositor de frivolidades.

### Los conciertos del Teatro de la Zarzuela de Madrid
Dos conciertos en el Teatro de la Zarzuela de Madrid cambiaron la trayectoria artística de Alberto Cortez y dieron comienzo a lo que él mismo consideró su verdadera carrera. El primer concierto se celebró el 22 de abril de 1967 con temas de Atahualpa Yupanqui, Jaime Dávalos, Pablo Neruda o de Óscar Castro, con arreglos de César Gentile y Willy Rubio. Fue todo un acontecimiento en una España en plena dictadura franquista escuchar a este tipo de autores. 
El éxito y la crítica estimularon a la realización de un segundo recital con el apoyo de Hispavox que tuvo lugar unos meses más tarde, el 19 de diciembre de 1967. Tuvo una primera parte solo con canciones de Atahualpa Yupanqui con arreglos de Waldo de los Ríos y una segunda con temas de Antonio Machado, Luis de Góngora, Lope de Vega, Francisco de Quevedo o el Marqués de Santillana, también con arreglos de Waldo de los Ríos y dirección de Willy Rubio. Hubo algunos problemas entre el público pues había algún grupo exaltado que pretendió reventar el concierto por la ideología de autores como Yupanqui o Antonio Machado. Pero el éxito fue absoluto, Alberto Cortez cambió totalmente de registro y también algo cambió en la canción de autor en España.

### México
Tras la repercusión de los conciertos del Teatro de la Zarzuela, Hispavox editó dos discos titulados "Poemas y Canciones" volumen I y II. Estos discos cruzaron hasta México y llegaron a Jacobo Zabludovsky, prestigioso periodista de Canal 2, luego Televisa, quien se los presentó al público mexicano como algo insólito y maravilloso, pues un joven había conseguido musicalizar a grandes poetas del siglo de oro español. Todo esto provocó que Alberto fuera invitado a ir a México a cantar en televisión en unos programas llamados "Espectaculares Domecq". 
Como el éxito iba en aumento, Discos Gamma, subsidiaria mexicana de Hispavox, editó de inmediato sus discos y Carlos Camacho, su presidente, añadió al nombre de Alberto Cortez el apodo de "La voz de la amistad". Los primeros conciertos en vivo se celebraron a principios de 1970 en la capital en un lugar llamado El Quid y el éxito fue tan grande que durante años Alberto Cortez repetiría estas temporadas en El Patio, uno de los centros nocturnos más famosos de toda América. México se convirtió así en el país al que regresó cada año, donde consiguió sus éxitos más grandes y donde hacía las giras más largas por toda la república.

### Argentina
A finales de 1969, Alberto regresa desde México a Argentina, su tierra, que no pisaba desde su partida a Bélgica en 1960. Allí tenía que resolver el asunto del servicio militar obligatorio. Ya había noticias de su éxito en España y México y eso le llevó a actuar en uno de los programas más populares de la televisión argentina, los Sábados Circulares de Pipo Mancera. Como la prensa se había hecho eco del ingreso de Alberto Cortez en el ejército, algo cuestionado por muchos, se presentó vestido de soldado y con el pelo rapado en los Sábados Circulares para confirmar que sí estaba cumpliendo con sus obligaciones militares. 
A Alberto le costó triunfar en su propia tierra pues no fue hasta 1978, en el Teatro Coliseo de Buenos Aires, cuando tuvo su primer gran éxito. Eso le abrió la puerta a recorrer el país de norte a sur durante el resto de su carrera. Y si en España había musicalizado a los poetas del siglo de oro, Alberto hizo lo mismo con el que fue su gran poeta argentino Pedro Bonifacio Palacios "Almafuerte". Todo este entusiasmo de sus paisanos por la carrera artística de Alberto Cortez quedó refrendada el 7 de septiembre de 1992, cuando se subió al escenario del mítico Teatro Colón de Buenos Aires, siendo el primer cantante y compositor de canciones populares que se subía a unas tablas reservadas a los grandes de la lírica. El concierto se llevó a cabo acompañado por la Orquesta Sinfónica del Teatro Argentino de La Plata, bajo la dirección de José Carli.

### Lo Cortez no quita lo Cabral
En mayo de 1992, Alberto Cortez y Facundo Cabral fueron contratados para actuar juntos en tres conciertos en Estados Unidos: en el James L. Night de Miami, en el Lisner Auditorium de Washington D.C. y en el Lincoln Center, en la sala Avery Fisher Hall, hoy llamada David Geffen Hall de Nueva York. Ante el enorme éxito de público y crítica que se recibió ambos cantantes pensaron en repetir la experiencia pero escribiendo un libreto conjunto que ayudara a sacar lo mejor de los dos. En enero de 1994 Facundo Cabral viajó a Madrid para trabajar en ello en la casa de Alberto Cortez y de ahí surgió Lo Cortez no quita lo Cabral, ingenioso título en donde se combinaban canciones y textos poéticos y humorísticos acompañados únicamente en el escenario por Ricardo Miralles como director musical al piano. 
Lo Cortez no quita lo Cabral se llevó por primera vez al escenario el 5 de mayo de 1994 en el Teatro de la Ciudad de Ciudad de México y en este mismo escenario el 3 de noviembre de 1994 se celebró un concierto especial que celebró las primeras 100 representaciones. El espectáculo se llevó por todos los países de América y por España y quedó interrumpido abruptamente cuando el 18 de enero de 1996, horas antes de una actuación en Mar del Plata, Argentina, Alberto tiene que ser operado de urgencia en la clínica FLENI de Buenos Aires de una obstrucción en la arteria carótida que le termina provocando un déficit neurológico con daño permanente en la parte izquierda de su cuerpo. Afortunadamente la capacidad de cantar no quedó dañada (sí la de tocar instrumentos) y Alberto retomó su actividad con un muy emocionante regreso en el Festival Todas las Voces Todas, que se celebró en Quito en junio de 1996. 
Lo Cortez no quita lo Cabral retomó su actividad en Estados Unidos en mayo de 1998. En 1999 se hizo una segunda parte del espectáculo que se denominó Cortezías y Cabralidades, acabando la gira el 4 de noviembre de 1999 en el Teatro Galerías de Guadalajara, México, en lo que fue la última actuación de Alberto Cortez y Facundo Cabral juntos.

### Últimos años
Alberto Cortez siguió su actividad profesional con giras por América y España con distintos tipos de formaciones que iban desde el concierto más intimista acompañado únicamente por un piano de cola hasta actuaciones con orquestas sinfónicas.
Fue también época de recibir premios y homenajes entre los que destacan tres: el Premio de Honor a la Trayectoria de los Premios de la Música de la Sociedad General de Autores de España (SGAE) en 2001; el Grammy Latino a la Excelencia Musical, concedido por la Academia Latina de Artes y Ciencias de la Grabación en 2007; y la Medalla de Oro al Mérito de las Bellas Artes de España en su modalidad de música en 2015.
Alberto Cortez falleció a las 13:30 GMT del jueves 4 de abril de 2019, en el Hospital HM Puerta del Sur de la ciudad de Móstoles, Comunidad de Madrid, España, a los 79 años, por un fallo multiorgánico como consecuencia de una hemorragia gástrica.

## Canta a otros poetas
La mayoría de las canciones de Alberto Cortez pertenecen a su autoría, tanto la música como la letra. Pero también musicalizó versos de muchos poetas tanto del Siglo de Oro como contemporáneos:
- Jaime Dávalos, con los temas Vidala del nombrador, Albahaca sin carnaval y el Romance del molinero del disco Poemas y Canciones, volumen I.
- Óscar Castro, con el Romance de barco y junco del disco Poemas y Canciones, volumen I.
- Pablo Neruda, el gran poeta chileno del que cantó el Poema 15 y el Poema 20 del disco Poemas y Canciones, volumen I.
- Rosario Sansores, con el tema Sombras del disco Poemas y Canciones, volumen I.
- Antonio Machado, de quien musicalizó los poemas Inventario Galante, Guitarra del mesón, Las moscas, Retrato y Proverbios y cantares del disco Poemas y Canciones, volumen II.
- Lope de Vega, que puso música a los poemas Taquitán Mitanacuni y A la dana dina, del disco Poemas y Canciones, volumen II.
- Francisco de Quevedo, en el poema Romance amoroso, del disco Poemas y Canciones, volumen II.
- Marqués de Santillana, en el poema Serranilla, del disco Poemas y Canciones, volumen II.
- María Elena Walsh, con el tema Los ejecutivos, del disco No soy de aquí.
- José Fernando Dicenta, en Yo no quiero llamarme como me llamo y Dime, ¿qué tiras al agua?, del álbum Como el ave solitaria; en el álbum A mis amigos había dos poemas, La canción de las cigarras y El amor desolado; y El juego de las cuatro esquinas en el disco Sueños y Quimeras
- Miguel Hernández, del que puso música al poema Nanas de la cebolla, en el disco A mis amigos.
- Luis Palés Matos, en Pueblo del disco Soy un charlatán de feria.
- Jorge Luis Borges, a quien puso música en el tema La lluvia sucede en el pasado del disco Soy un charlatán de feria.
- Armando Tejada Gómez, en Nadie puede más del álbum A partir de mañana.
- Juan Ricardo Nervi, poeta de La Pampa del que puso música a Flor de cardo, Para soñarte y Endecha del solitario en el disco Como el primer día. También en el disco Entre líneas estaba los temas Canción para mis manos y La Pampa es un viejo mar.
- Adriana Turchetti, en No te juntes con ellos del álbum Entre líneas, y también Perdí tu dirección y Patios, del disco Sueños y quimeras.
- Pedro Bonifacio Palacios, Almafuerte, a quien dedicó todo un disco con el mismo nombre. Allí incluyó los poemas Los incurables, Íntima, Sin tregua, Décimas, Pobre Juan, Letanías a Jesús, ¿Flores a mí?, Castigo, El soñador y La mortaja - Nada.
- Orlando González Esteva, poeta cubano afincado en Miami con los temas Gaviotas y Un hombre pequeño del álbum Identidad.

## Discografía
La discografía de Cortez totaliza más de cuarenta álbumes lanzados desde la década de 1960. Los distintos álbumes son los siguientes:
- Welcome to the Latin Club (1961)
- Mr. Sucu Sucu (1963)
- Boleros (1965)
- Poemas y canciones, Vol. 1 (1967)
- Alberto Cortez canta a Atahualpa Yupanqui (1968)
- Poemas y canciones, Vol. 2 (1968)
- Alberto Cortez. El compositor... el cantante (1969)
- Distancia (1970)
- No soy de aquí (1971)
- Equipaje (1972)
- Ni poco... ni demasiado (1973)
- Como el ave solitaria (1974)
- A mis amigos (1975)
- Soy un charlatán de feria (1976)
- Pensares y sentires (1977)
- En vivo desde Madrid (1978)
- Lo mejor de Alberto Cortez (1979)
- A partir de mañana (1979)
- Castillos en el aire (1980)
- Como el primer día (1983)
- Gardel...como yo te siento (1984)
- En vivo (1985)
- Entre líneas (1985)
- Sueños y quimeras (1986)
- Como la marea (1987)
- Almafuerte (1989)
- Coincidencias (1990)
- Si vieras qué fácil (1991)
- Aromas (1993)
- Lo Cortez no quita lo Cabral, Vol. 1 (1994)
- Lo Cortez no quita lo Cabral, Vol. 2 (1995)
- A todo corazón (versión Hispanoamérica) (1996)
- Testimonio (1997)
- Cortezías y cabralidades (1998)
- Cortezías y cabralidades Vol. II (1998)
- Fe (1998)
- Marcha mundial (1998)
- Cortez al desnudo (1998)
- A todo corazón (versión España) (1999)
- Alberto Cortez a voces (2000) con Quinteto Santa Fe
- En un rincón del alma (2001)
- Estela Raval & Alberto Cortez Tour 2002 en vivo (2002)
- Después del amor (2003)
- Alberto Cortez sinfónico (2004)
- Identidad (2005)
- Tener en cuenta (2011)
- Sólo para coleccionistas (2013)

## Obra literaria
- Equipaje (1977)  Emecé Editores
- Soy un ser humano (1985)  Emecé Editores
- Almacén de almas (1993)  Emecé Editores
- Desde un rincón del alma (1997)  Emecé Editores
- Por los cuatro costados (2007)  Editorial Edino

## Reconocimientos
- 1964: Caracola de plata al mejor intérprete del Festival Internacional de la canción de Mallorca

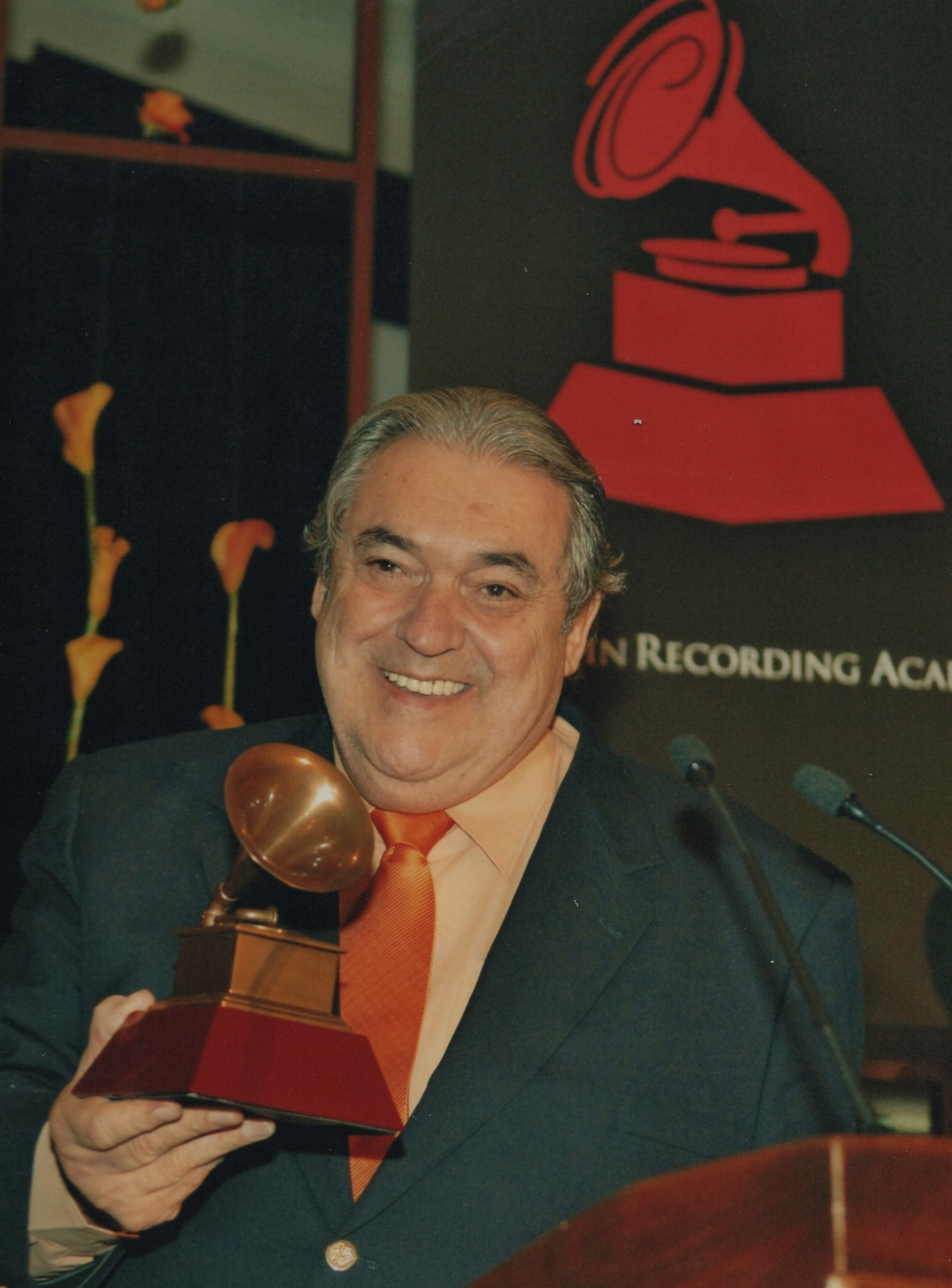
Alberto Cortez recibe el Grammy Latino a la Excelencia Musical en 2007

- Alberto Cortez recibe el Grammy Latino a la Excelencia Musical en 20071970 a 1974: 4 Premios Heraldo de Oro, México.
- 1971: Premio Martín Fierro concedido por la Asociación de Periodistas de la Televisión y la Radiofonía Argentinas
- 1972: Premio Micrófono de Oro, concedido por la Asociación Nacional de Locutores de México
- 1972 a 1995: 9 discos de oro en México, Argentina y España
- 1974: Premio Olé de la Canción, España
- 1982: Cantante Extranjero más Popular, concedido por la revista Opina de Cuba
- 1985: Premio Konex de Platino, disciplina Baladista
- 1988: Disco de Platino, Argentina
- 1990: Premio ACE, de la Asociación de Cronistas de Espectáculos de Nueva York
- 1994: Disco de Platino, México
- 1995: Premio Konex de Platino, disciplina autor / compositor de pop / balada
- 2001: Premio de Honor a la Trayectoria de los Premios de la Música de la Sociedad General de Autores de España (SGAE)
- 2006: Premio Una Vida Dedicada a la Canción, concedido por la Fundación Sophia, Palma de Mallorca.
- 2006: Premio Casandra Internacional, concedido por ACROARTE, Asociación de Cronistas de Arte de Santo Domingo.
- 2007: Grammy Latino a la Excelencia Musical, concedido por la Academia Latina de Artes y Ciencias de la Grabación, Las Vegas
- 2007: Personalidad Destacada de la Cultura, nombrado por la legislatura de la ciudad de Buenos Aires.
- 2007: Miembro Honorífico del Foro Iberoamericano de las Artes, concedido por la Sociedad de Artistas, Intérpretes o Ejecutantes (AIE) y la Federación Iberolatinoamericana de Artistas (FILAIE), Madrid.
- 2008: Orden Nacional al Mérito en el Grado de Oficial, otorgada por el presidente de Ecuador Rafael Correa, Guayaquil.
- 2011: Huésped de Honor por la Municipalidad de la ciudad de La Plata, Argentina.
- 2015: Medalla de Oro al Mérito de las Bellas Artes. España. Modalidad: Música
- 2017: Gramola de Oro, en el I Festival Internacional de bolero Ciudad de Madrid